# Linda Atach
Linda Atach Zaga (1972) es una historiadora de arte, artista y curadora mexicana. Desde 2010 es directora del Departamento de Exposiciones Temporales del Museo Memoria y Tolerancia de Ciudad de México.

## Trayectoria
Ente 1989 a 1990 realizó estudios de historia del arte en la escuela Lorenzo de Medici en Florencia, Italia, en 1996 realizó el curso New Skills in art and representation: symbols and depictions en la Universidad Hebrea de Jerusalén. De 1996 a1997 realizó estudios en la Escuela Nacional de pintura y escultura La Esmeralda, Centro Nacional de las Artes, DF. México. Entre el 2005-2007 Participó en el proyecto de la creación del Centro de documentación del Museo de Arte Popular, D.F., México. Entre 1998 y 2005 en la Coordinación del departamento de recursos humanos del Grupo Funsam. Toluca, Edo.de Mex. Licenciada en Historia del Arte por la Universidad Iberoamericana (2009) se especializó en la difusión y en la crítica de arte. Realizó el posgrado de Historia del Arte en la Universidad Nacional Autónoma de México. Desde 2010 es directora del departamento de Arte y promoción Cultural del Museo Memoria y Tolerancia. México, D.F.  Forma parte del seminario de estudios de género y de cultura visual del Programa Universitario de Estudios de género en la UNAM, en donde ha publicado varios artículos. Ha trabajado en varias curadurías en diferentes museos y universidades. 
Desde 2010 es directora de exposiciones temporales del Museo de la Memoria de Ciudad de México. Entre otras exposiciones ha comisariado "Peregrino" sobre la lucha del pueblo tibetano con una colección está compuesta por 64 imágenes captadas por el actor Richard Gere entre 1981 y 1996 durante sus viajes por la India, el Tíbet y Mongolia. "Maletas Migrantes", en el marco del 50 aniversario de la Fundación Ford en América Latina, un espacio de exploración plástica que visibiliza las contradicciones y las pertenencias, las negociaciones y los diálogos que presuponen los tránsitos geográficos y emocionales que experimenta el migrante, inmigrante y transmigrante, "Carteles por Ayotzinapa" (2015) inaugurado por Francisco Toledo, acompañado por algunos de los padres y familiares de los normalistas desaparecidos o "Tierra de esperanza" (2016) con la artista Yoko Ono.
En 2017 Lidna Atach fue curadora de la exposición "Feminicidio en México ¡Ya Basta!" Su instalación "Por ellas" fue la obra de bienvenida de la exposición